# Meelis Kiili

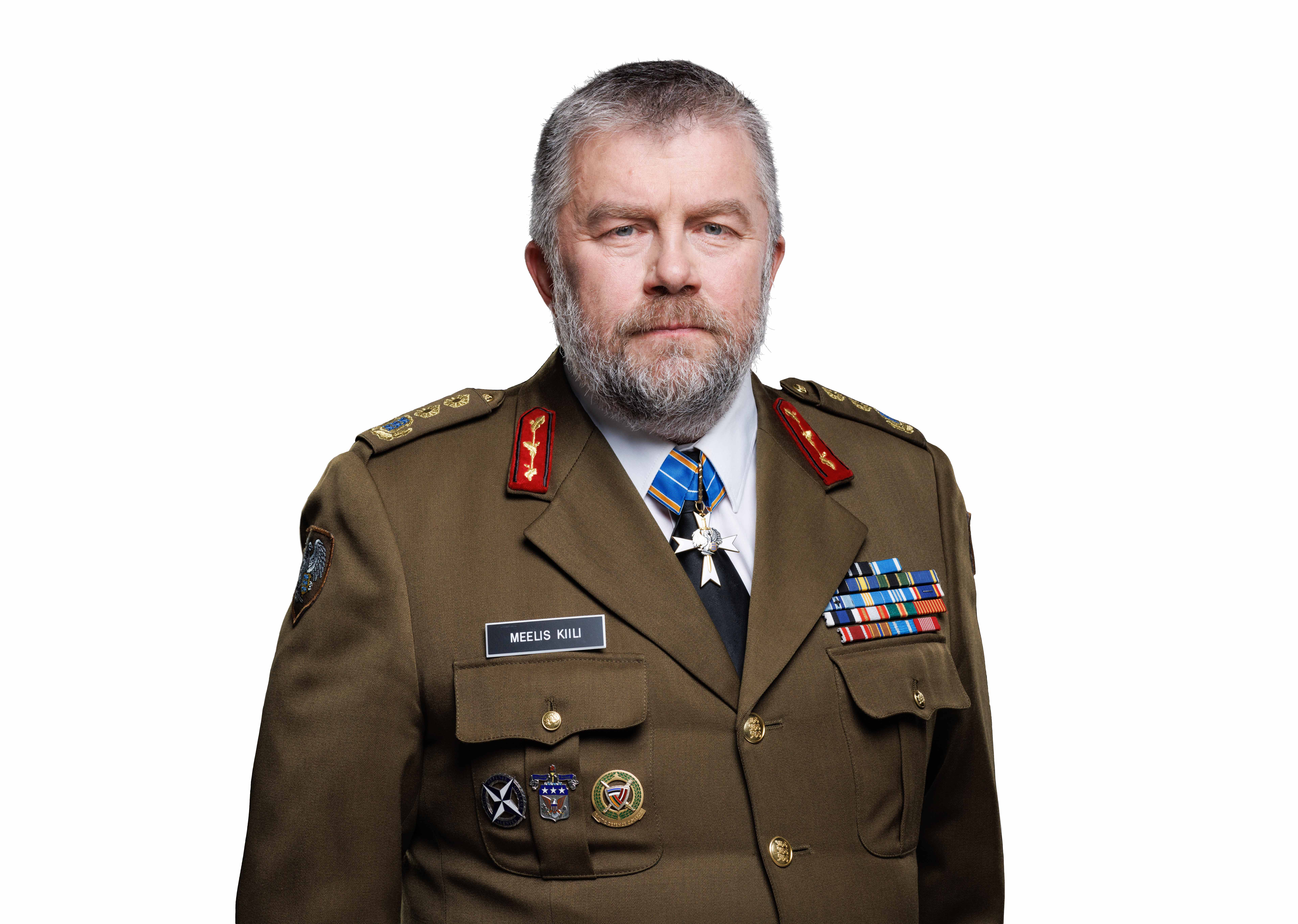
Meelis Kiili (2022)

Meelis Kiili (* 20. März 1965 in Kiviõli) ist ein estnischer Politiker und Generalmajor. Von 2012 bis 2019 war er Kommandant des Verteidigungsbundes (estnisch: Kaitseliit).

## Leben
Vor seiner Militärkarriere hatte Meelis Kiili in den Jahren 1984 bis 1991 zunächst an der Estnischen Agrarakademie (heute: Estnischen Universität der Umweltwissenschaften) studiert. In der Folgezeit arbeitete er bis 1993 als Ingenieur.

### Militärische Laufbahn
Beförderungen
- Fähnrich (1994)
- Leutnant (1995)
- Oberleutnant (1997)
- Hauptmann (2000)
- Major (2003)
- Oberstleutnant (2005)
- Oberst (2009)
- Brigadegeneral (2010)
- Generalmajor (2017)

Meelis Kiili schloss sich den estnischen Streitkräften bei deren Wiederaufbau in den 1990er Jahren an. Seit 1993 ist er Mitglied des Kaitseliit. Im Zeitraum 1996/1997 führte er das estnische Kontingent im Südlibanon.
Von 2005 bis 2006 war er Stabschef und kommissarischer Kommandant des estnischen Heeres, 2006 bis 2007 stellvertretender Stabschef der Streitkräfte. Neben seiner praktischen Tätigkeit besuchte er zur Weiterbildung auch Veranstaltungen an der Baltischen Verteidigungsakademie (1999/2000) und dem NATO Defense College (2006/2007). Von 2008 bis 2010 war er Militärattaché in den USA und Kanada und besuchte während dieser Zeit ein Aufbaustudium am United States Army War College. Im Juni 2009 wurde Kiili zum Oberst und im Oktober 2010 zum Brigadegeneral befördert.
Zwei Monate nach der Beförderung in den Generalsrang wurde er zum Kommandanten der Baltischen Verteidigungsakademie ernannt. Nach Ausscheiden aus diesem Amt wurde er im Dezember 2012 Kommandant des Kaitseliit. Im Mai 2017 wurde er zum Generalmajor befördert. Im Juli 2019 wurde er als Kommandant des Verteidigungsbundes von Riho Ühtegi abgelöst. Killi wurde daraufhin als Estlands Vertreter beim Supreme Headquarters Allied Powers Europe tätig.

### Tätigkeit in der Politik
Ab 2022 begann sich Meelis Kiili in der Politik zu engagieren und wurde noch im selben Jahr Mitglied der Reformpartei. Im Rahmen der Parlamentswahl 2023 trat er als Kandidat für diese im Wahlkreis 7 (Ida-Viru) an. Dort wurde er mit 1.289 Wählerstimmen Erster seiner Wahlliste und zog somit in den Riigikogu, das estnische Parlament, ein.

### Privates
Meelis Kiili ist verheiratet und Vater zweier Töchter. Er wurde im Mai 2015 von Russland mit einem Einreiseverbot belegt. Zu seinen Hobbys zählen Lesen und Jagen.

## Auszeichnungen
Meelis Kiili ist u. a. Träger folgender Orden:
|  | Officer der Legion of Merit (2011) |